# Alois Harlander

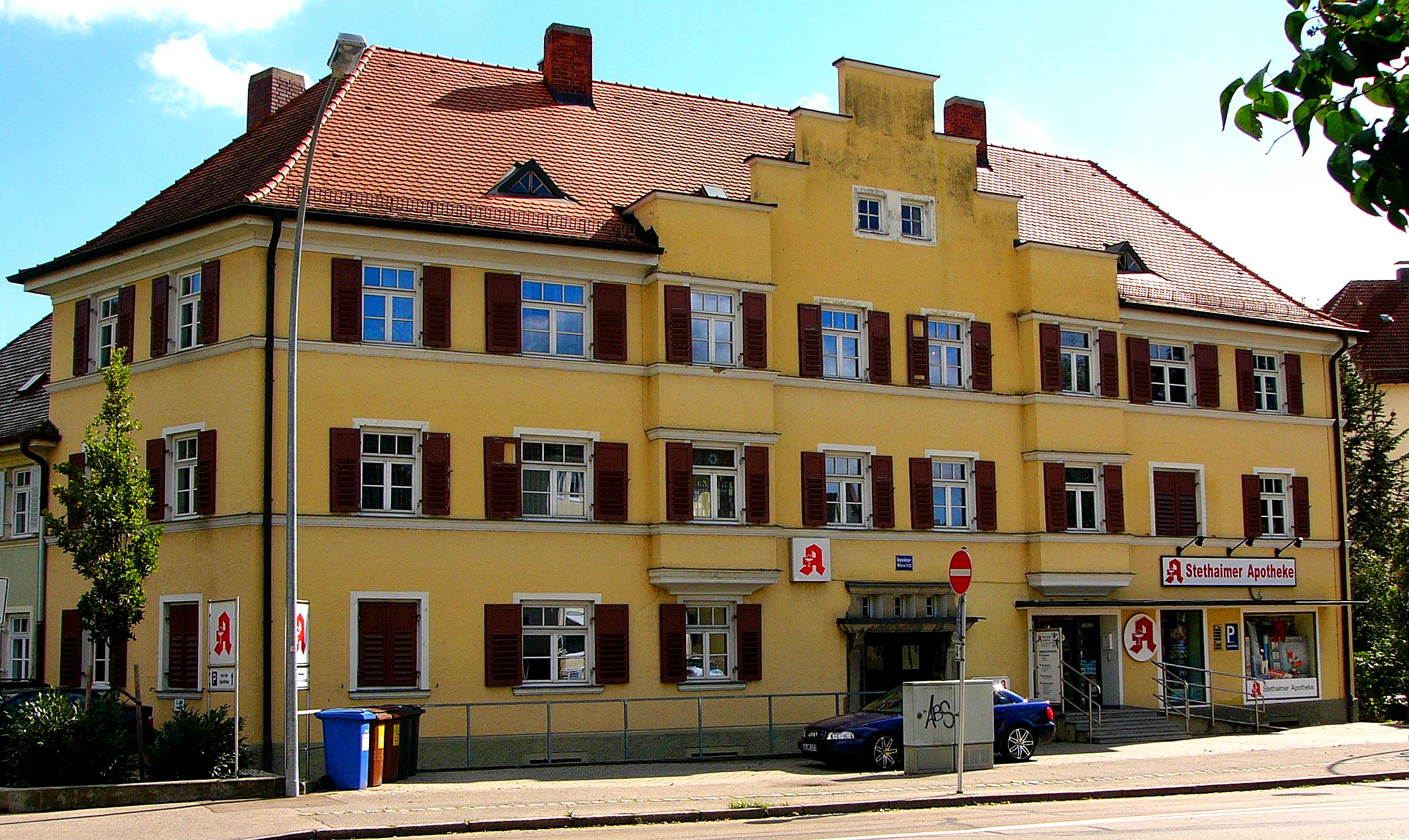
Ein für die Bauunternehmung Harlander errichtetes Wohnhaus in Landshut

Alois Harlander (* 18. April 1870 in Reißing, Bezirksamt Straubing; † 23. April 1953 in Landshut) war ein deutscher Bauunternehmer.

## Werdegang
Harlander war Inhaber eines Sägewerks. Vor allem nach dem Ersten Weltkrieg baute er zur Linderung der Wohnungsnot eigenfinanziert mehrere Hundert Wohnungen in Landshut. Das Viertel zwischen Piflaser Weg, Alter Regensburger Straße und Flutmulde, das überwiegend durch ihn erbaut wurde, trägt den Namen „Harlanderviertel“.

## Ehrungen
- 1953: Verdienstkreuz (Steckkreuz) der Bundesrepublik Deutschland
- 1953: Benennung der Alois-Harlander-Straße in Landshut